# ブールヴァード・オブ・ブロークン・ドリームス
「Boulevard of Broken Dreams」（ブールヴァード・オブ・ブロークン・ドリームス）は、アメリカのロックバンド、グリーン・デイの楽曲。バンドの7枚目のアルバム『アメリカン・イディオット』に収録。シングルカットされ、アメリカのビルボードチャートでは、ホット100チャートで2位、ホット・メインストリーム・ロック・トラックスチャートで14週間1位、ホット・モダン・ロック・トラックスチャートでは16週間1位を記録している。
作詞はビリー・ジョー・アームストロング、作曲はグリーン・デイ。
また、2006年のグラミー賞で"最優秀レコード賞"を受賞している。

## 概要
ホリデイの終わりからそのまま続くように始まり、トレモロをかけたギターによるイントロの後、ビリーによるボーカルへとつながる。サビでは、エレキギターの音が前面に出ており、アコースティックギター主体のパートと対照的になっている。
また、サミュエル・ベイヤーによるプロモーション・ビデオが作成されている。上記と同じようにホリデイのプロモーション・ビデオの終わりから続くように始まり、スクリーンに映し出される背景にあわせてバンドメンバーが歩くシーンなどによって構成されている。また、このビデオは2005年のMTV Video Music Awardsで"ビデオ・オブ・ザ・イヤー"を受賞している。
バンドのライブでも演奏され、ライブ・アルバム『ブレット・イン・ア・バイブル』には、2005年に行われたライブでの演奏が収録されている。

### その他
イギリスのロックバンド、オアシスの元リーダー・ギタリストのノエル・ギャラガーから、本曲が同バンドのヒットシングル「ワンダーウォール」に類似している点があると抗議や批判を受けている。このことはネタにされ、アメリカのDJであるパーティ・ベンによる、本曲「ブールヴァード・オブ・ブロークン・ドリームス」と「ワンダーウォール」を交ぜ合わせた
マッシュアップ曲「Boulevard of Broken Songs」が一時話題を呼んだ。
同名異曲をハノイ・ロックス（1984年）、ブライアン・セッツァー（1986年）などが発表している。

### カバー
宇多田ヒカルが2005年にネット上で本曲をカバーしている。